# Kuttycephalus triangularis
Il kuttycefalo (Kuttycephalus triangularis) è un anfibio estinto, appartenente ai temnospondili. Visse nel Triassico superiore (Norico, circa 220 - 206 milioni di anni fa) e i suoi resti fossili sono stati ritrovati in India.

## Descrizione
Questo anfibio doveva assomigliare a una grande salamandra dotata di un cranio insolitamente corto e largo. Kuttycephalus possedeva infatti un cranio pressoché triangolare se visto dall'alto (da qui l'epiteto specifico, triangularis) dotato di orbite piccole e ben distanziate fra loro, poste nella metà anteriore del cranio; le narici, vicine fra loro, erano poste molto anteriormente, all'apice del muso cortissimo. Il cranio era più largo che lungo, ed era largo oltre 20 centimetri. Le ossa quadratojugali erano insolitamente appuntite, ed erano presenti due espansioni posteriori leggermente rialzate sulle ossa squamosali. Le corna tabulari erano ampie e arrotondate. Il cranio era dotato di notevoli solchi della linea laterale. L'ornamentazione delle ossa del cranio era costituita da numerose piccole fossette che formavano una sottile struttura reticolata.

## Classificazione
Kuttycephalus triangularis venne descritto per la prima volta da Sengupta nel 1995, sulla base di resti fossili ritrovati in Andhra Pradesh in India, nella zona di Rechni, in terreni del Triassico superiore (Norico). Nelle stesse zone è stato scoperto un altro animale simile, Compsocerops. Kuttycephalus è un membro dei chigutisauridi, un gruppo di anfibi temnospondili tipici della prima parte del Mesozoico, ma con alcuni rappresentanti che sopravvissero fino al Cretaceo. Kutthycephalus e Compsocerops sembrerebbero essere forme specializzate di questa famiglia.